# Кучево
Кучево (серб. Кучево) — город в Сербии в общине Кучево, Браничевский округ. Согласно переписи 2011 года, население составляло 3944 человека.
Город располагается на берегу реки Пек, также в городе расположен железнодорожный вокзал.